# Badara
Badara (in armeno Բադարա?, in azero Badara) è una comunità rurale del distretto di Xocalı in Azerbaigian, fino al 2023 facente parte della regione di Askeran nella repubblica di Artsakh (fino al 2017 denominata repubblica del Nagorno Karabakh).
Nel 2005 contava poco più di ottocento abitanti e sorge all'estremo bordo occidentale dell'area pianeggiante di Askeran.
La località è anche conosciuta con il nome di Patara o Ptretsik (in armeno Պտրեցիք?); è una delle tappe del sentiero Janapar.